# ピーター・バーク (弁護士)
ピーター・バーク（英語: Peter Burke、1811年5月7日 – 1881年3月26日）は、イギリスの上級法廷弁護士、作家。

## 生涯
ジョン・バーク（1757年 – 1848年、『バーク貴族名鑑』の初版編集者）とメアリー・オライリー（Mary O'Reilly、1846年没、バーナード・オライリーの娘）の息子として、1811年5月7日にロンドンで生まれた。弟にアルスター・キング・オブ・アームズのサー・ジョン・バーナード・バークがいる。フランスのカーンで教育を受けた。
1839年にインナー・テンプルで弁護士資格免許を取得した後、北部巡回区で弁護士業に従事、ついで議会弁護士（parliamentary bar、議会の私法案を専門とする弁護士）になり、貴族院で数度事件を担当した。
弁護士業の傍ら、エドマンド・バークの一生とその著述に関する著作や、有名な判例に関する著作を著した。
1858年にランカスター公領の勅選弁護士に、1859年に上級法廷弁護士選出された。
1881年3月26日、サウス・ケンジントンの自宅で死去した。

## 著作
- The Wisdom and Genius of Edmund Burke illustrated in a series of extracts from his writing, with a summary of his life（1845年）[2]
- Celebrated Trials connected with the Aristocracy, in the relations of private life（1849年と1851年、ロンドン、八折り判）[2]
- The Romance of the Forum, or Narratives, Scenes, and Anecdotes from Courts of Justice（1852年と1861年、ロンドン、4巻、十二折り判）[2]
- The Public and Domestic Life of the Right Hon. Edmund Burke（1853年、ロンドン、八折り判）[2]
- Celebrated Naval and Military Trials（1866年、ロンドン、八折り判）[2]